# Mauser M24
Mauser M24, znana tudi kot mavzerica M24 (uradni naziv: Puška 7,9 mm M.24) je puška repetirka, ki je bila razvita v Belgiji na mehanizmu nemške puške Gewehr 98.

## Zgodovina
Po prvi svetovni vojni je Kraljevina SHS od centralnih sil dobila veliko količino vojaške opreme in orožja v različnih kalibrih, zato je bila potrebna standardizacija na en kaliber. Leta 1924 so se oblasti odločile za nakup belgijskih mavzeric M24. Istega leta je bil za standardni vojaški naboj izbran naboj kalibra 7,9 mm. Med letoma 1925 in 1928 je Kraljevina SHS iz Belgije prejela 100.000 pušk in 110 milijonov nabojev zanje. Leta 1928 je bila proizvodnja premeščena v Kraljevino samo, in sicer v Kragujevac. Nekaj tisoč pušk M24 je Kraljevina Jugoslavija izvozila v Turčijo. Proizvodnja se je zaradi napada na Jugoslavijo ustavila leta 1941.
Med vojno je bila glavno orožje partizanov, četnikov in domobrancev, uporabljali pa so jo tudi nemški okupatorji, slednji pod imenom Gewehr 291(j). 
Po vojni jo je zamenjala nekoliko izboljšana Zastava M48, prav tako zasnovana na sistemu Mauser.

## Različice
- Konjeniška puška: Z zapognjeno ročico, drugače enaka pehotni različici.
- Četniška karabinka (srbohrvaško: četnički karabin): je bila krajša različica, ki je bila namenjena četniškim ali jurišnim enotam kraljeve vojske. Na zaklepišču je imela napis МОДЕЛ 1924 ЧК (Model 1924 ČK). Za to puško je bil izdelan poseben bajonet, rezilo katerega je bilo montirano vodoravno. Proizvodnja se je začela leta 1940 in se leto kasneje zaradi napada na Jugoslavijo zaključila. Proizvedenih je bilo 5.000 - 6.000.[1]
- Sokolska karabinka: Od M24ČK se razlikuje predvsem po ravni ročici zaklepa. Bila je namenjena vadbi članov društva Sokol.
- M24a / M24 / M24Ч (M24Č): Češkoslovaške puške, znane tudi pod imenom vz. 24 (vz.=vzor=model). Kraljevina SHS jih je ob zaostritvi razmer s Kraljevino Italijo na začetku leta 1925 najprej naročila 42.000, v letih 1929−1930 pa še neznano količino. Glavna razlika od standardnih jugoslovanskih M24 je bila najnižja nastavitev merka, ta je na češkoslovaških puškah bila 200 m, za razliko od 300 m na jugoslovanskih mavzericah.[1]

### Predelave
- М24Б (М24B): Mehiške mavzerice M1912 in nemške puške Gewehr 98, katerim so obstoječe cevi zamenjali s krajšimi, tako da so bile podobne novemu modelu 24.

- M24/47: Po drugi vojni remontirane puške.[2] Med drugim jim je bila dodana zaščita za muho (kot jo ima Karabiner 98k in Zastava M48).

- M24/52č: Po drugi svetovni vojni remontirane češkoslovaške puške M24a / M24 / M24Ч (M24Č), podobno kot M24/47. Glavna razlika od M24/47 je bila najnižja nastavitev merka, ta je na češkoslovaških puškah bila 200 m, za razliko od 300 m na jugoslovanskih mavzericah.[1]

## Uporabniki

### Države
- Kraljevina SHS/Jugoslavija[3]
- Jugoslavija
- Neodvisna država Hrvaška
- Tretji rajh[3]

### Skupine
- Jugoslovanska vojska v domovini
- Jugoslovanski partizani
- Slovenski partizani[4]
- Slovensko domobranstvo